# 加拿大共产党（马列）
加拿大共产党（马列）（英語：Communist Party of Canada (Marxist–Leninist)），简称加共（马列）（CPC (ML)或PCC-ML），又称加拿大马列主义党（Marxist–Leninist Party of Canada，在加拿大联邦选举管理局注册的名字），是加拿大的一个共产主义政党。
该党起源自活跃于1960年代的一系列学生组织，与加拿大共产党无关。1970年3月31日，该党成立，创始人是哈迪亚尔·贝恩斯。建党初期，该党奉行毛主义；但该党从未得到中国共产党的认可。1976年，该党开始反对毛泽东的“三个世界”理论，转而支持恩维尔·霍查领导的阿尔巴尼亚劳动党，奉行霍查主义。苏东剧变后，该党开始大力支持古巴共产党，赞扬古巴革命。

## 历任领袖
- 哈迪亚尔·贝恩斯（1970年—1997年）
- 桑德拉·L·史密斯（1998年—2008年），哈迪亚尔·贝恩斯的遗孀
- 安娜·迪·卡洛（2008年至今）

## 分支
- 魁北克马列主义党
- 人民阵线 (不列颠哥伦比亚)（已解散）